# Teucholabis (Teucholabis) plecioides
Teucholabis (Teucholabis) plecioides is een tweevleugelige uit de familie steltmuggen (Limoniidae). De soort komt voor in het Oriëntaals gebied.